# Estação Marechal Deodoro
Marechal Deodoro é uma estação da Linha 3–Vermelha do Metrô de São Paulo. Foi inaugurada no dia 17 de dezembro de 1988. Está localizada na Praça Marechal Deodoro, em Santa Cecília.
Em 2023, a demanda média de passageiros na estação Marechal Deodoro foi de 25.000 mil usuários por dia.

## História
Apresentado em 1978, o projeto da Estação Marechal Deodoro sofreu diversas modificações até serem iniciadas suas obras.
No primeiro projeto, os acessos principais seriam na Praça Marechal Deodoro, com uma estação de 7,2 mil metros quadrados, que teria um ampliação de área verde, playground, bancos etc. No projeto seguinte (que seria implantado parcialmente), a estação foi deslocada 160 metros a oeste da praça e foi a incluída uma grande laje sobre o acesso principal, onde deveriam ser construídos um shopping center e edifícios habitacionais, obrigando a área originalmente desapropriada a ser ampliada.
Para a construção da estação, foi demolido o imóvel que abrigava a Casa Whisky, uma das mais tradicionais sorveterias paulistanas. Por conta de restrições orçamentárias, as obras da estação foram iniciadas apenas em meados de outubro de 1984, embora o trecho de túnel entre as estações Santa Cecília e Marechal Deodoro estivesse em projeto desde 1979.
Embora só tenha sido efetivamente aberta ao público em 17 de dezembro de 1988, dois anos antes, às vésperas das eleições para governador, o então governador Franco Montoro deu-a por inaugurada. Após a festa, entretanto, a estação prosseguiu fechada por meses, quando foi permitido à população visitá-la. Passageiros que fizeram essa visita garantiram ao jornal O Estado de S. Paulo que tudo já estava "praticamente" pronto, faltando apenas os trens chegarem até ali. Para que os tapumes da obra fossem retirados, em maio de 1988, foi necessário que os moradores da vizinhança organizassem um abaixo-assinado, entregue à Companhia do Metropolitano.
Embora a estação tenha sido entregue, os projetos do shopping e dos conjuntos residenciais sobre a mesma não saíram do papel. Enquanto o conjunto nunca foi construído, o shopping mudou de região e foi construído com o nome de Shopping West Plaza. Sem os empreendimentos, coube ao Metrô a gestão de uma enorme área de mais de 4,8 mil metros quadrados ao lado do acesso principal da estação. Após alugá-la como estacionamento entre 29 de dezembro de 2009 e 31 de maio de 2013, o Metrô planeja construir sua sede permanente nesse local.

## Características
Estação subterrânea com mezanino de distribuição e plataformas laterais sobrepostas, estrutura em concreto aparente e aberturas para iluminação natural. Possui acesso para pessoas portadoras de deficiência física. Tem uma capacidade de até vinte mil passageiros por dia, com uma área construída de 12 580 metros quadrados.
A estação foi construída com vias sobrepostas (uma em cima da outra, em andares distintos), tal como a Estação São Bento, devido ao fato de que o método de construção utilizado na linha, o VCA (vala a céu aberto), obrigava a construção a ser feita pela superfície, cavando uma vala, normalmente em uma rua, seguindo o trajeto da linha. Nessa vala, era construída a linha, e, após concluídas as obras, ela era coberta e a rua, refeita. Neste caso, a rua em que passa a linha, a Rua das Palmeiras, não era larga o suficiente para que se cavasse as duas linhas simultaneamente, forçando-as a passarem uma sobre a outra.

## Tabela
| Linha      | Terminais                                    | Estações | Principais destinos                                                                                         | Intervalo entre trens (min) | Funcionamento                                                        |
| ---------- | -------------------------------------------- | -------- | --- | --------------------------- | -------------------------------------------------------------------- |
| 3 Vermelha | Palmeiras–Barra Funda ↔ Corinthians–Itaquera | 18       | Barra Funda, Santa Cecília, República, Sé, Brás, Belém, Tatuapé, Penha, Vila Matilde, Artur Alvim, Itaquera | 2                           | Diariamente, das 4h40 à 0 hora. Aos sábados, até a 1 hora de domingo |

| Sigla | Estação          | Inauguração            | Capacidade                   | Integração               | Plataformas          | Posição     | Notas                                      |
| ----- | ---------------- | ---------------------- | ---------------------------- | ------------------------ | -------------------- | ----------- | ------------------------------------------ |
| DEO   | Marechal Deodoro | 17 de dezembro de 1988 | 20 mil passageiros hora/pico | Bilhete Único da SPTrans | Laterais sobrepostas | Subterrânea | Estação com estrutura de concreto aparente |